# Міс Світу 2017

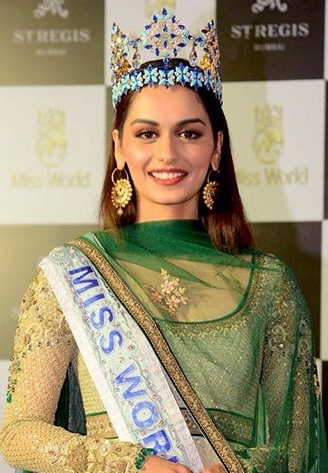
Мануші Чхіллар — переможниця конкурсу

Міс Світу-2017 — 67-й конкурс краси Міс Світу, що відбувся 18 листопада 2017 року в Sanya City Arena у місті Санья на острові Хайнань у Китаї. У конкурсі брали участь представниці 118 країн. Вірменія, Лаос та Сенегал вперше делегували своїх представниць на конкурс. Переможницею стала міс Індія Мануші Чхіллар. Це вшосте представниця Індії отримала титул міс Світу.

## Учасниці
118 учасниць конкурсу:
| Країна                        | Учасниця                | Вік | Рідне місто           | Континент       |
| ----------------------------- | ----------------------- | --- | --------------------- | --------------- |
| Албанія                       | Джоана Граболлі         | 20  | Берат                 | Європа          |
| Ангола                        | Джудельсія Баче         | 22  | Луанда                | Африка          |
| Аргентина                     | Авріл Марко             | 20  | Сантьяго-дель-Естеро  | Америка         |
| Вірменія                      | Лілі Саргсян            | 18  | Єреван                | Європа          |
| Аруба                         | Анук Еман               | 25  | Ораньєстад            | Америка         |
| Австралія                     | Есма Володер            | 25  | Мельбурн              | Азія та Океанія |
| Австрія                       | Сара Хвала              | 22  | Відень                | Європа          |
| Багами                        | Джіна Томпсон           | 24  | Нассау                | Америка         |
| Бангладеш                     | Джессія Іслам           | 20  | Дака                  | Азія та Океанія |
| Бельгія                       | Романі Шотте            | 20  | Брюге                 | Європа          |
| Беліз                         | Рене Мартінес           | 20  | Бельмопан             | Америка         |
| Болівія                       | Жасмін Пінто            | 20  | Буена-Віста           | Америка         |
| Боснія і Герцеговина          | Аїда Карамехмедович     | 24  | Требинє               | Європа          |
| Ботсвана                      | Ніколь Гелебале         | 24  | Магалап'є             | Африка          |
| Бразилія                      | Габріеле Вілела         | 25  | Ангра-дус-Рейс        | Америка         |
| Британські Віргінські острови | Геліна Г'юлетт          | 25  | Тортола               | Америка         |
| Болгарія                      | Вероніка Стефанова      | 25  | Софія                 | Європа          |
| Камерун                       | Акомо Мінката           | 23  | Яунде                 | Африка          |
| Канада                        | Синтія Менард           | 17  | Оттава                | Америка         |
| Кабо-Верде                    | Кріштілене Пімієнте     | 21  | Сан-Вісенті           | Африка          |
| Кайманові острови             | Крістін Амая            | 25  | Джорджтаун            | Америка         |
| Чилі                          | Вікторія Стейн          | 22  | Пуерто-Монтт          | Америка         |
| Китай                         | Гуан Сію                | 23  | Сямень                | Азія та Океанія |
| Колумбія                      | Марія Даза              | 21  | Ріоача                | Америка         |
| Острови Кука                  | Аланна Сміт             | 25  | Аваруа                | Азія та Океанія |
| Кот-д'Івуар                   | Манджалія Гбане         | 21  | Бондуку               | Африка          |
| Хорватія                      | Тея Млинарич            | 18  | Сень                  | Європа          |
| Кюрасао                       | Ваніті Гірігорі         | 21  | Віллемстад            | Америка         |
| Кіпр                          | Гелена Тселепі          | 22  | Лімассол              | Європа          |
| Данія                         | Аманда Петрі            | 20  | Копенгаген            | Європа          |
| Домініканська Республіка      | Алетха Муесес           | 22  | Сан-Хосе-де-лас-Матас | Америка         |
| Еквадор                       | Роміна Зебальос         | 25  | Гуаякіль              | Америка         |
| Єгипет                        | Фара Шаабан             | 19  | Каїр                  | Африка          |
| Сальвадор                     | Фатіма Квеллар          | 20  | Сан-Сальвадор         | Америка         |
| Англія                        | Стефані Гілл            | 22  | Лондон                | Європа          |
| Екваторіальна Гвінея          | Каталіна Манге Ондо     | 18  | Монгомо               | Африка          |
| Ефіопія                       | Кісанет Молла           | 22  | Аддіс-Абеба           | Африка          |
| Фіджі                         | Нанісе Раїніма          | 25  | Сува                  | Азія та Океанія |
| Фінляндія                     | Адріана Герксалія       | 22  | Турку                 | Європа          |
| Франція                       | Аврора Кіченін          | 22  | Жаку                  | Європа          |
| Грузія                        | Кеті Шекелашвілі        | 23  | Карелі                | Азія та Океанія |
| Німеччина                     | Даліла Жабрі            | 20  | Гамм                  | Європа          |
| Гана                          | Афуа Асієдуваа Акрофі   | 20  | Аккра                 | Африка          |
| Гібралтар                     | Джоді Гарсія            | 22  | Гібралтар             | Європа          |
| Греція                        | Марія Псілу             | 20  | Егіо                  | Європа          |
| Гваделупа                     | Одрі Бервілль           | 20  | Бастер                | Америка         |
| Гуам                          | Дестіні Крус            | 20  | Хагатна               | Азія та Океанія |
| Гватемала                     | Вірджинія Аргуета       | 23  | Хутіапа               | Америка         |
| Гвінея                        | Асмау Дьялло            | 24  | Конакрі               | Африка          |
| Гаяна                         | Вена Мукрам             | 19  | Джорджтаун            | Америка         |
| Гондурас                      | Селія Монтерросса       | 22  | Санта-Барбара         | Америка         |
| Гонконг                       | Емілі Вонг              | 23  | Гонконг               | Азія та Океанія |
| Угорщина                      | Віраг Корокняй          | 20  | Будапешт              | Європа          |
| Ісландія                      | Олафія Оск Фіннсдоттір  | 19  | Рейк'явік             | Європа          |
| Індія                         | Мануші Чхіллар          | 20  | Гар'яна               | Азія та Океанія |
| Індонезія                     | Ачинтія Голте Нілсен    | 18  | Балі                  | Азія та Океанія |
| Ірландія                      | Лорен Макдонах          | 18  | Донегал               | Європа          |
| Ізраїль                       | Ротем Рабі              | 21  | Тель-Авів             | Азія та Океанія |
| Італія                        | Конні Нотарстефано      | 21  | Лучера                | Європа          |
| Ямайка                        | Соланж Сінклер          | 24  | Кінгстон              | Америка         |
| Японія                        | Харука Ямашіта          | 22  | Токіо                 | Азія та Океанія |
| Казахстан                     | Гульбану Азімхан        | 18  | Кизилорда             | Азія та Океанія |
| Кенія                         | Магліне Джеруто         | 24  | Найробі               | Африка          |
| Корея                         | Ха-Єн Кім               | 25  | Сеул                  | Азія та Океанія |
| Лаос                          | Тонкхам Пхончангуенг    | 20  | В'єнтьян              | Азія та Океанія |
| Ліван                         | Перла Гелу              | 22  | Баабда                | Азія та Океанія |
| Лесото                        | Мпої Магао              | 19  | Масеру                | Африка          |
| Ліберія                       | Вокі Доло               | 25  | Монровія              | Африка          |
| Макао                         | Клое Лан Ван-Лінь       | 25  | Макао                 | Азія та Океанія |
| Мадагаскар                    | Фелана Тіріндраза       | 22  | Носи Бе               | Африка          |
| Мальта                        | Мічела Галея            | 25  | Валлетта              | Європа          |
| Маврикій                      | Бессіка Буктавор        | 21  | Тріоле                | Африка          |
| Мексика                       | Андреа Меза             | 23  | Чіуауа                | Америка         |
| Молдова                       | Ана Баданеу             | 20  | Кишинів               | Європа          |
| Монголія                      | Енхжин Цевеендаш        | 24  | Улан-Батор            | Азія та Океанія |
| Чорногорія                    | Тея Бабич               | 19  | Подгориця             | Європа          |
| М'янма                        | Ей К'явт Кхаїнг         | 19  | Найп'їдо              | Азія та Океанія |
| Непал                         | Нікіта Чандак           | 21  | Урлабарі              | Азія та Океанія |
| Нідерланди                    | Філісанта ван Дорен     | 21  | Алмере                | Європа          |
| Нова Зеландія                 | Енні Еванс              | 19  | Окленд                | Азія та Океанія |
| Нікарагуа                     | Амеріка Монсеррат       | 18  | Рівас                 | Америка         |
| Нігерія                       | Угочі Ігезуе            | 20  | Бірнін-Кеббі          | Африка          |
| Північна Ірландія             | Анна Генрі              | 22  | Белфаст               | Європа          |
| Норвегія                      | Селін Геррегарден       | 19  | Драммен               | Європа          |
| Панама                        | Джуліана Бріттон        | 22  | Панама                | Америка         |
| Парагвай                      | Паола Оберладстаттер    | 24  | Сьюдад-дель-Есте      | Америка         |
| Перу                          | Памела Санчес           | 22  | Чачапояс              | Америка         |
| Філіппіни                     | Лаура Леманн            | 23  | Макаті                | Азія та Океанія |
| Польща                        | Магдалена Бінковська    | 24  | Варшава               | Європа          |
| Португалія                    | Філіпа Баррозо          | 21  | Сетубал               | Європа          |
| Румунія                       | Міхаела Боска           | 26  | Бая-Маре              | Європа          |
| Росія                         | Поліна Попова           | 22  | Єкатеринбург          | Азія та Океанія |
| Руанда                        | Ельза Ірадукунда        | 19  | Кігалі                | Африка          |
| Шотландія                     | Ромі Маккегілл          | 23  | Мілнгеві              | Європа          |
| Сенегал                       | Нар Коду Діуф           | 20  | Дакар                 | Африка          |
| Сербія                        | Анджелія Рогич          | 22  | Ужиці                 | Європа          |
| Сейшели                       | Гіларі Джуберт          | 23  | Вікторія              | Африка          |
| Сінгапур                      | Лаанья Езра Асоган      | 21  | Сінгапур              | Азія та Океанія |
| Словаччина                    | Ганка Заводна           | 21  | Братислава            | Європа          |
| Словенія                      | Мая Зупан               | 18  | Бритоф                | Європа          |
| Південна Африка               | Аде ван Геерден         | 26  | Герольдс-Бей          | Африка          |
| Південний Судан               | Аруал Лонгар            | 20  | Джуба                 | Африка          |
| Іспанія                       | Еліза Туліан            | 21  | Мальорка              | Європа          |
| Шрі-Ланка                     | Душені Сільва           | 24  | Коломбо               | Азія та Океанія |
| Швеція                        | Ганна Гааг              | 20  | Євле                  | Європа          |
| Танзанія                      | Джуліта Кабете          | 21  | Дар-ес-Салам          | Африка          |
| Таїланд                       | Патлада Кулпхактханапат | 25  | Бангкок               | Азія та Океанія |
| Тринідад і Тобаго             | Чандані Чанка           | 23  | Порт-оф-Спейн         | Америка         |
| Туніс                         | Емна Абдельгеді         | 22  | Сфакс                 | Африка          |
| Туреччина                     | Аслі Сюмен              | 23  | Мерсін                | Азія та Океанія |
| Україна                       | Поліна Ткач             | 18  | Київ                  | Європа          |
| США                           | Кларисса Боверс         | 20  | Маямі                 | Америка         |
| Уругвай                       | Меліна Карбальйо        | 21  | Монтевідео            | Америка         |
| Венесуела                     | Ана Кароліна Угарте     | 25  | Матурін               | Америка         |
| В'єтнам                       | До Мі Лінь              | 21  | Ханой                 | Азія та Океанія |
| Уельс                         | Ганна Вільямс           | 23  | Кардіфф               | Європа          |
| Замбія                        | Мері Чібула             | 22  | Монгу                 | Африка          |
| Зімбабве                      | Чідза Мгосва            | 22  | Хараре                | Африка          |

## Результати
| Результат      | Учасниці |
| -------------- | --- |
| Міс Світу-2017 | - Індія — Мануші Чхіллар |
| 1 віце-міс     | - Мексика — Андреа Меза |
| 2 віце-міс     | - Англія — Стефані Гілл |
| Top 5          | - Франція — Аврора Кіченін - Кенія — Маглін Джеруто |
| Top 10         | - Росія — Поліна Попова - Індонезія — Ачитья Голте Нілсен - Ямайка — Соланж Сінклер - Південна Корея — Ха-Йон Кім - ПАР — Аде ван Геерден |
| Top 15         | - Сальвадор — Фатіма Квеллар - Японія — Гарука Ямашита - Макао — Клое Лан Ван-Лінь - Монголія — Енхжин Цевеендаш - Нігерія — Угочі Ігезуе |
| Top 40         | - Аргентина — Авріл Марко - Бангладеш — Джессія Іслам - Ботсвана — Ніколь Гелебале - Бразилія — Габріель Вілела - КНР — Гван Сію - Колумбія — Марія Даза - Хорватія — Тея Млинарич - Домініканська Республіка — Алетха Мюезес - Гватемала — Вірджинія Аргета - Італія — Конні Нотарстефано - Казахстан — Гульбану Азімхан - Ліван — Перла Гелу - Ліберія — Вокі Доло - Мальта — Мічела Галея - Молдова — Ана Баданеу - Непал — Нікіта Чандак - Нова Зеландія — Анні Еванс - Перу — Памела Санчес - Філіппіни — Лаура Леманн - Польща — Магдалена Бенковська - Швеція — Ганна Гааг - Україна — Поліна Ткач - США — Кларисса Бове Bowers - Венесуела — Ана Кароліна Угарте - В'єтнам — До Мі Лінь |